# Певокі (селище, Вісконсин)
Певокі (англ. Pewaukee) — селище (англ. village) в США, в окрузі Вокеша штату Вісконсин. Населення — 8238 осіб (2020).

## Географія
Певокі розташоване за координатами 43°5′12″ пн. ш. 88°15′9″ зх. д. / 43.08667° пн. ш. 88.25250° зх. д. (43.086770, -88.252593).  За даними Бюро перепису населення США в 2010 році селище мало площу 11,72 км², з яких 10,69 км² — суходіл та 1,03 км² — водойми.

## Демографія
Згідно з переписом 2010 року, у селищі мешкало 8166 осіб у 3903 домогосподарствах у складі 2043 родин. Густота населення становила 696 осіб/км².  Було 4160 помешкань (355/км²).
Расовий склад населення:
| - 92,4 % — білих - 3,9 % — азіатів - 1,1 % — чорних або афроамериканців - 0,2 % — корінних американців - 0,1 % — вихідців з тихоокеанських островів - 1,1 % — осіб інших рас |

До двох чи більше рас належало 1,2 %. Частка іспаномовних становила 3,5 % від усіх жителів.
За віковим діапазоном населення розподілялося таким чином: 20,8 % — особи молодші 18 років, 62,8 % — особи у віці 18—64 років, 16,4 % — особи у віці 65 років та старші. Медіана віку мешканця становила 41,4 року. На 100 осіб жіночої статі у селищі припадало 89,2 чоловіків;  на 100 жінок у віці від 18 років та старших — 86,3 чоловіків також старших 18 років.
Середній дохід на одне домашнє господарство  становив 77 812 долари США (медіана — 59 478), а середній дохід на одну сім'ю — 103 859 доларів (медіана — 83 500). Медіана доходів становила 58 722 долари для чоловіків та 43 510 доларів для жінок. За межею бідності перебувало 6,9 % осіб, у тому числі 11,4 % дітей у віці до 18 років та 7,3 % осіб у віці 65 років та старших.
Цивільне працевлаштоване населення становило 4481 особа. Основні галузі зайнятості: освіта, охорона здоров'я та соціальна допомога — 20,1 %, виробництво — 19,5 %, роздрібна торгівля — 13,4 %, мистецтво, розваги та відпочинок — 9,6 %.